# Den ukendte hustru
Den ukendte hustru (ISBN 87-595-2601-7) er en roman skrevet af den danske forfatter Leif Davidsen og først udgivet i foråret 2006.

## Resumé
Romanens jeg-fortæller er en tidligere dansk jægersoldat, Marcus, hvis russisk-fødte kone forsvinder uden varsel på en flodbådssejlads i Rusland. Da Marcus selv forsøger at opklare forsvindingen, møder han en hjemløs dreng, Sasha, og vikles snart ind i en kamp om et sæt forsvundne ikoner. Der er mange politiske og historiske tråde, som fører tilbage til Stalin-tidens forfølgelser, men også det moderne, "Putinske" Ruslands krig i Tjetjenien. Ligeledes skildres miljøet i det moderne Rusland, både i de trøstesløse provinsbyer, hvor korruption og kriminalitet råder, samt i de brutale storbyer, hvor det samme gør sig gældende, omend på et andet og mere udspekuleret niveau.